# Screaming Fields of Sonic Love
Screaming Fields of Sonic Love je hudební album americké rockové skupiny Sonic Youth a zároveň název videozáznamu se stejným výběrem písní jako na albu. Album je výběrem nahrávek Sonic Youth z 80. let 20. století a vyšlo v roce 1995 stejně jako zmíněný videozáznam.

## Seznam skladeb
| Pořadí         | Název                   | Délka |
| -------------- | ----------------------- | ----- |
| 1.             | Teen Age Riot           | 6:58  |
| 2.             | Eric's Trip             | 3:49  |
| 3.             | Candle                  | 4:59  |
| 4.             | Into the Groove(y)      | 4:35  |
| 5.             | G-Force                 | 3:40  |
| 6.             | Beauty Lies in the Eye  | 2:17  |
| 7.             | Kotton Krown            | 5:08  |
| 8.             | Shadow of a Doubt       | 3:34  |
| 9.             | Expressway to Yr. Skull | 7:08  |
| 10.            | Starpower               | 4:49  |
| 11.            | Death Valley '69        | 5:10  |
| 12.            | Halloween               | 5:09  |
| 13.            | Flower                  | 3:36  |
| 14.            | Inhuman                 | 4:01  |
| 15.            | Making the Nature Scene | 3:00  |
| 16.            | Brother James           | 3:12  |
| 17.            | I Dreamed I Dream       | 5:19  |
| Celková délka: | Celková délka:          | 76:24 |